# Liste der Monuments historiques in Saint-Caradec
Die Liste der Monuments historiques in Saint-Caradec führt die Monuments historiques in der französischen Gemeinde Saint-Caradec auf.

## Liste der Bauwerke
| Bezeichnung | Beschreibung                                                       | Standort | Kennzeichnung | Schutzstatus | Datum | Bild           |
| ----------- | ------------------------------------------------------------------ | -------- | ------------- | ------------ | ----- | -------------- |
| Kreuz       | 18. Jahrhundert                                                    | (Lage)   | PA00089606    | Inscrit      | 1926  | weitere Bilder |
| Kreuz       | 18. Jahrhundert                                                    | (Lage)   | PA00089605    | Inscrit      | 1926  | weitere Bilder |
| Kreuz       | 16. Jahrhundert; vom Kirchhof auf den kommunalen Friedhof versetzt | (Lage)   | PA00089604    | Inscrit      | 1928  |                |

## Liste der Objekte

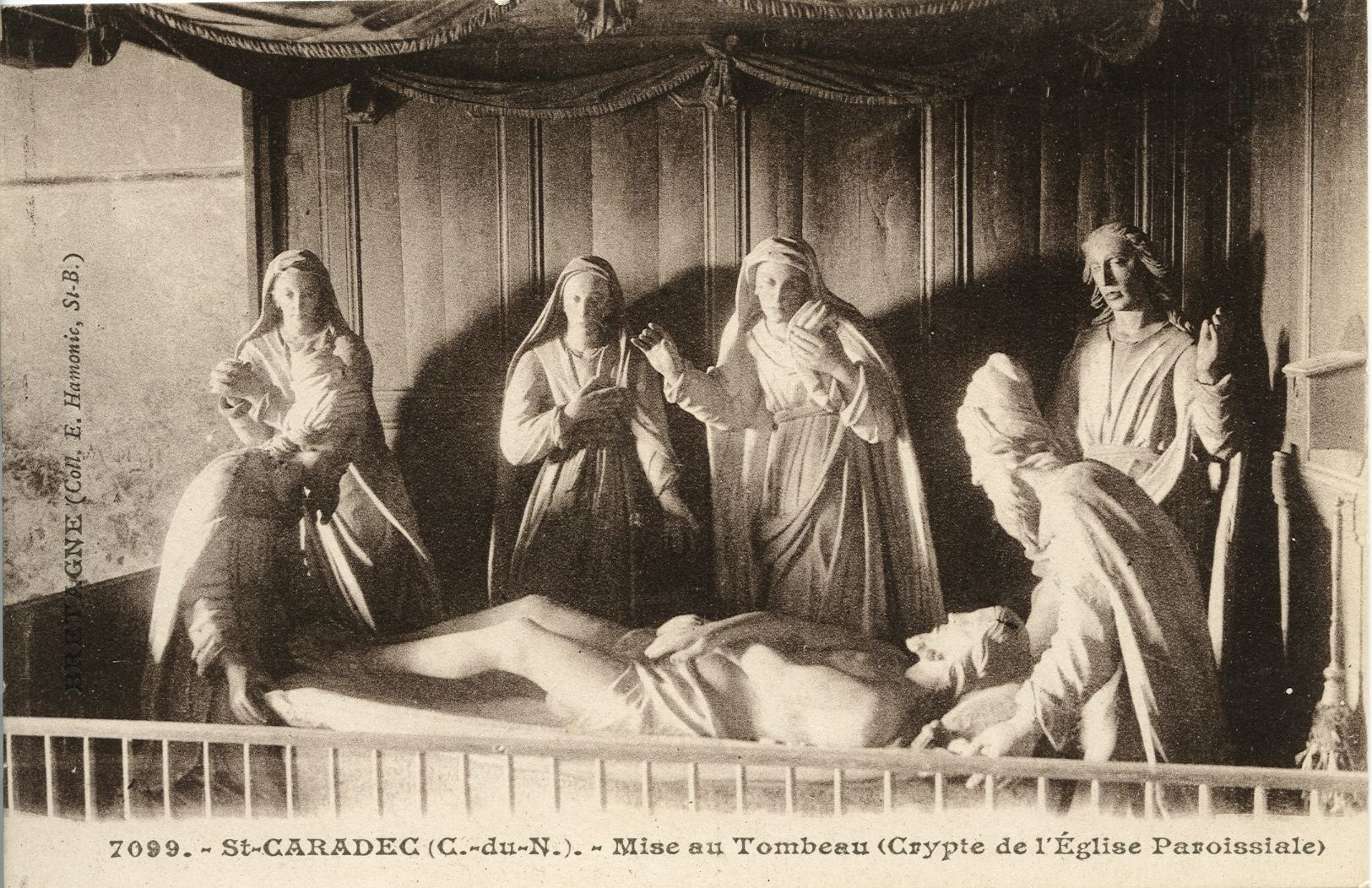
Grablegungsgruppe in der Kirche Saint-Caradec

- Monuments historiques (Objekte) in Saint-Caradec in der Base Palissy des französischen Kultusministeriums